# Тополин
Топо́лин — село в Україні, в Закарпатській області, Хустському районі. Входить до складу Горінчівської сільської громади.
Перша згадка у ХІХ столітті як окремої вулиці присілка Монастирець. Як окреме село виділяється у другій половині ХХ століття.
Діє храм